# Stryjówka (Białoruś)
Stryjówka (biał. Стрыеўка, ros. Стриевка) – wieś na Białorusi, w obwodzie grodzieńskim, w rejonie grodzieńskim, w sielsowiecie Jeziory.

## Historia
W czasach zaborów w granicach Imperium Rosyjskiego, w guberni grodzieńskiej, w powiecie grodzieńskim.
W latach 1921–1939 wieś leżała w Polsce, w województwie białostockim, w powiecie grodzieńskim, w gminie Jeziory.
Według Powszechnego Spisu Ludności z 1921 roku zamieszkiwały tu 562 osoby, 94 było wyznania rzymskokatolickiego, 465 prawosławnego a 3 mojżeszowego. Jednocześnie 212 mieszkańców zadeklarowało polską przynależność narodową, 347 białoruską a 3 żydowską. Było tu 107 budynków mieszkalnych.
Miejscowość należała do parafii prawosławnej w Jeziorach. Podlegała pod Sąd Grodzki w Skidlu i Okręgowy w Grodnie; właściwy urząd pocztowy mieścił się w Jeziorach.
W wyniku napaści ZSRR na Polskę we wrześniu 1939 miejscowość znalazła się pod okupacją sowiecką. 2 listopada została włączona do Białoruskiej SRR. 4 grudnia 1939 włączona do nowo utworzonego obwodu białostockiego. Od czerwca 1941 roku pod okupacją niemiecką. 22 lipca 1941 r. włączona w skład okręgu białostockiego III Rzeszy. W 1944 miejscowość została ponownie zajęta przez wojska sowieckie i włączona do obwodu grodzieńskiego Białoruskiej SRR.
Od 1991 r. w składzie niepodległej Białorusi.

## Bój pod Stryjówką
W dniu 20 września 1943 r. niemiecka żandarmeria rozbiła pod wsią VIII Uderzeniowy Batalion Kadrowy AK dowodzony przez porucznika Zbigniewa Czarnockiego pseudonim „Czarny” – zginęło 32 partyzantów, ocalało 3. W wyniku denuncjacji mieszkańca wsi polski oddział został okrążony, gdy zatrzymał się na nocleg. Wcześniej stoczył zwycięskie potyczki na przeprawie przez Niemen, pod Wiercieliszkami i na uroczysku Głuche Bagno. W Stryjówce znajdował się pomnik – obelisk upamiętniający poległych w tej bitwie żołnierzy Batalionu „Czarnego”. Na tablicy po polsku, z wyjaśnieniem w języku rosyjskim, widniał napis:

Żołnierzom Armii Krajowej VIII Uderzeniowego Batalionu Kadrowego por. Zbigniewa Czarnockiego „Czarnego” poległym w boju pod Stryjówką 20 IX 1943 r. Sierżant podchorąży Czesław Kasowski „Czech”, Kapral podchorąży Władysław Krasucki „Gromnicki”, Kapral podchorąży Zbigniew Makowski „Kowalski”, Kapral podchorąży Józef Muklewicz „Zbyszek”, Podchorąży Andrzej Myszkowski „Andrzejewski”, Podchorąży Bohdan Smolarski „Krzysztof”, Podchorąży Zbigniew Szczepanik „Kula”, Kapral Ignacy Powichrowski „Dyrektor”, Strzelec Zygmunt Bakun „Skowronek”, Strzelec Henryk Dąbrowski „Filus”, Strzelec Bolesław Deszkowski „Przygodny”, Strzelec Henryk Fedorowicz „Warta”, Strzelec Stanisław Kuklicz „Sokół”, Strzelec Konstanty Maksymiuk „Sosna”, Strzelec Edward Powichrowski „Wiedźma”, Strzelec Feliks Szuszyński, Porucznik „Ryszard”, Kapral „Błyskawica”, Kapral „Wilk”, Strzelec „Bojanin”, Strzelec „Chart”, Strzelec „King”, Strzelec „Odważny”, Strzelec „Sęp”.

Podchorąży Bohdan Smolarski (ur. 1924) – syn Mieczysława – literata (1888-1967), został w 1966 roku pośmiertnie odznaczony Krzyżem Walecznych przez ówczesnego ministra obrony narodowej Marszałka Polski Mariana Spychalskiego.
Pomnik na mogile żołnierzy AK postawiono w 1992 roku staraniami Światowego Związku Żołnierzy AK przy wsparciu Rady Ochrony Pamięci Walk i Męczeństwa. Opiekowali się nim członkowie działającego przy Związku Polaków na Białorusi Towarzystwa Plastyków Polskich z Grodna. W lipcu 2022 roku pomnik został zniszczony przez białoruskie władze.